# Trận Kleidion

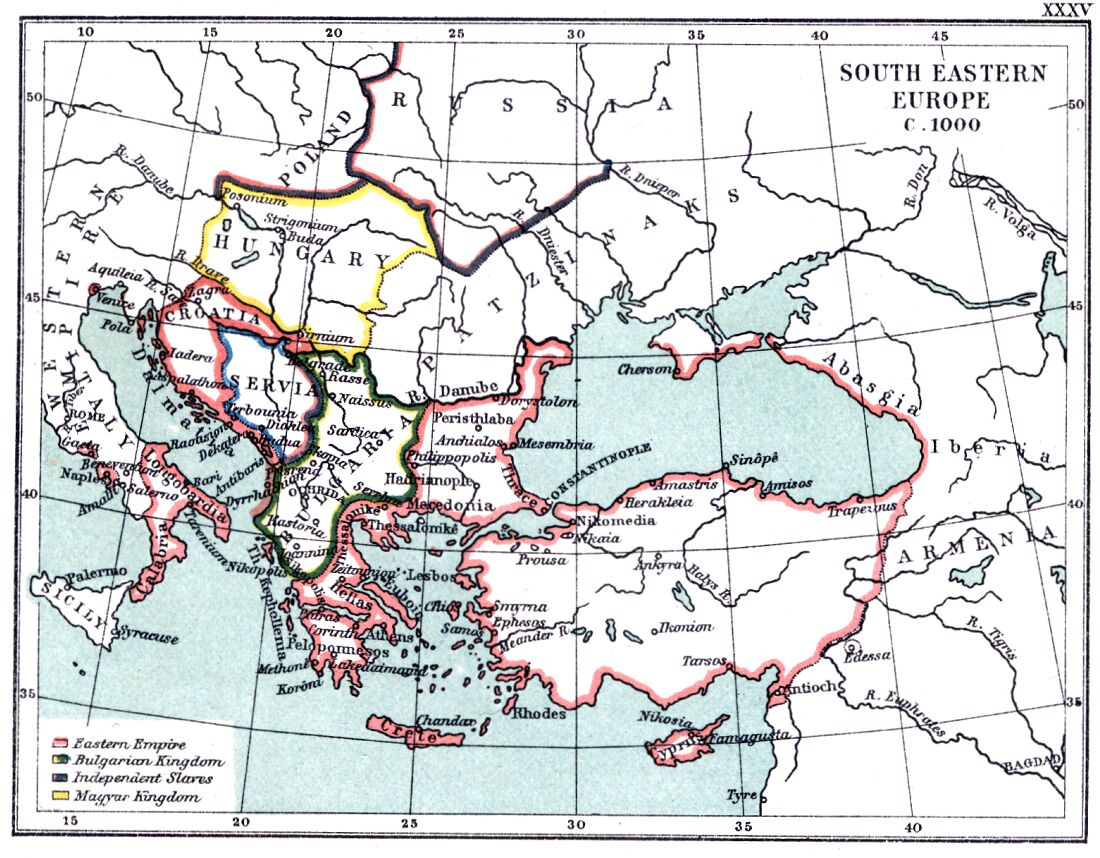
Đông nam châu Âu những năm 1000. Cuộc chiến giữa Đông La Mã và Bulgaria đang trong giai đoạn gay cấn nhất. Lúc này, đông Bulgaria nằm dưới sự cai trị của người Bulgaria.

Trận Kleidion (hoặc Clidium, sau thời Trung cổ còn được gọi là Trận chiến Belasitsa) diễn ra vào ngày 29 tháng 7 năm 1014 giữa Đế chế Bulgaria và Đế chế Đông La Mã. Đây là kết quả của cuộc đấu tranh kéo dài gần một phần tư thế kỷ giữa Sa hoàng Samuel của Bungaria và Hoàng đế Basileios II của Đông La Mã vào những năm cuối thế kỷ 10 và những năm đầu thế kỷ 11 với kết thúc là một chiến thắng quyết định của Đông La Mã.
Cuộc hỗn chiến diễn ra dưới thung lũng giữa những ngọn núi Belasitsa và Ograzhden gần ngôi làng Klyuch ngày nay của Bungaria. Cuộc tấn công quyết định xảy ra vào ngày 29 tháng 7 với một đợt tổng tấn công vào phía sau hàng ngũ binh lính Bulgaria của tướng quân Nikephoros Xiphias, người đã chọc thủng các đồn lũy tiền tiêu của quân Bungaria ở hậu phương. Quân đội Bulgaria thảm bại. Hơn 15.000 binh sĩ Bun-garia bị bắt sống và bị chọc mù mắt theo lệnh của Basileios II, người sau này được biết đến như là "Kẻ giết người Bulgaria". Samuel sống sót sau trận chiến, nhưng đã qua đời hai tháng sau đó bởi một cơn đau tim, khi được biết số phận đội quân xấu số của mình.
Mặc dù sự thảm bại trong trận chiến đã không làm kết thúc Đế chế Bungaria lần thứ nhất ngay lập tức, nhưng trận Kleidion đã làm hủy diệt hoàn toàn quân đội của Bulgaria trong cuộc chiến chống lại Đông La Mã và được coi đây là chiến thắng bước ngoặt của Đông La Mã. Những người thừa kế sau này của Samuel đã không có bất kì một lực lượng quân sự nào để chống lại các đợt tấn công của quân Đông La Mã. Cuối cùng vào năm 1018, Đế chế Bulgaria đã bị hủy diệt bởi hoàng đế Basileios II.

## Căng thẳng và xung đột

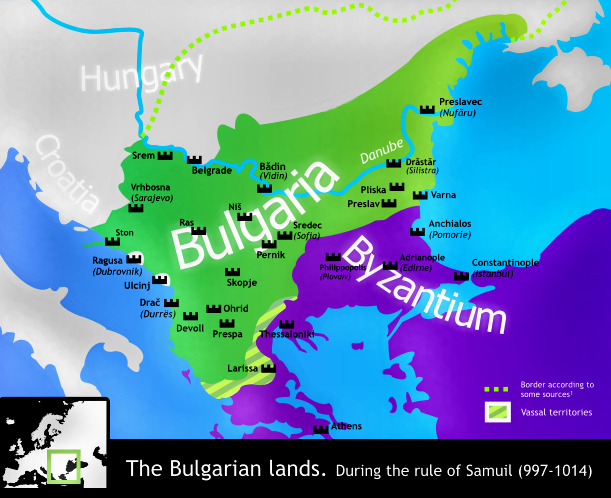
Đông La Mã và Bulgaria những năm 1000

Nguồn gốc của cuộc xung đột bắt nguồn từ thế kỷ thứ 7, khi những người Bulgaria dưới quyền Khan Asparukh đã thành lập một nhà nước dọc sông Danube ở một trong các tỉnh tiền tiên của Đế quốc Đông La Mã. Kết quả là một nhà nước Bungaria non trẻ buộc phải tiến hành một loạt các cuộc chiến tranh với thành Constantinopolis để đảm bảo sự tồn tại của nó.
Năm 968, Bun-ga-ri bị xâm lược từ phía bắc bởi Hoàng tử Kiev Sviatoslav. Đế chế Bungaria, một thời đe dọa sự tồn tại của Đông La Mã dưới sự trị vì của Simeon đã bị suy sụp nghiêm trọng. Quân Nga Kiev đã bị người Đông La Mã đánh bại, và thủ đô Preslav của Bulgaria cũng thất thủ trước các đợt tấn công của Đông La Mã năm 971. Sa Hoàng Bungaria Boris II đã buộc phải từ bỏ danh hiệu "Hoàng đế" ở Constantinopolis và giao nộp các tỉnh phía đông Bulgaria cho triều đình Đông La Mã. Các nghị sĩ và tướng lĩnh ở Constantinopolis đã tin rằng hồi kết của một nhà nước Bulgaria độc lập đã đến, nhưng các vùng đất phía tây Bulgaria vẫn dưới sự lãnh đạo của anh em nhà Comitopuli bao gồm David, Moses, Aaron và Samuel đã tiến hành kháng chiến chống Đông La Mã.
Khi hoàng đế Đông La Mã Basileios II ngồi lên ngai vàng vào năm 976, ông đã coi việc thôn tính Bulgaria là tham vọng lớn nhất của mình. Mục tiêu của ông là các tỉnh miền tây Bulgaria dưới sự cai trị của Sa hoàng Samuel của Bulgaria. Chiến dịch đầu tiên của Basileios II với kết quả thất bại lớn, hoàng đế may mắn thoát chết khi quân Bulgaria tàn sát quân đội Đông La Mã ở Cổng Trajan năm 986.
Trong vòng mười lăm năm tiếp theo, khi Basileos đang bù đầu bận tâm đối phó với các cuộc nổi dậy chống lại sự cai trị của ông ở Anatolia và mối đe dọa từ Fatimid ở phía Đông, Samuel đã giành lại hầu hết đất đai đã mất của Bungaria và tiến hành một loạt các chiến dịch vào lãnh thổ của đối phương. Tuy nhiên, cuộc xâm lược vào miền Nam Hy Lạp, mà xa nhất là tới được Corinth đã dẫn đến một thất bại lớn trong trận Spercheios vào năm 996. Năm 1000, sau khi đảm bảo được yên ổn cho hậu phương, Basileios II đã phát động một loạt các cuộc phản công chống lại Bulgaria. Ông chiếm Moesia, và tới năm 1003, lực lượng của ông tiến vào Vidin. Năm sau đó, Basileos đã giáng một thất bại nặng cho Samuel ở trận Skopie. Đến 1005, Basil đã lấy lại quyền kiểm soát tỉnh Thessalia và các vùng miền nam Macedonia. Vài năm tiếp theo, Basileios II đưa quân từ Tiểu Á vào châu Âu và tiến hành các chiến dịch tàn phá lãnh thổ Bulgaria, bao vây các pháo đài và cướp bóc các vùng nông thôn. Sa hoàng Bulgaria bị thua kém về mặt binh lực, không thể trực tiếp đánh nhau với Basileos, đã phải tung ra những cuộc tấn công nghi binh vào Macedonia và Hy Lạp. Mặc dù có một số thành công, những không đạt được bất kỳ kết quả lâu dài nào, cũng không thể buộc Basileos phải từ bỏ các chiến dịch của mình ở Bulgaria. Một cuộc tấn công lớn trong năm 1009 của quân Bulgaria không thành công tại trận Kreta, và mặc dù không đạt được bất kỳ thành công quyết định nào, nhưng cuộc chiến tranh có phương thức tiêu hao của họ đã chiếm dần thành trì của Bulgaria và dần dần làm suy yếu lực lượng của Sa hoàng Samuel. Theo sử gia Đông La Mã Ioannes Skylitzes: "Hoàng đế Basileios II tiếp tục tấn công Bulgaria mỗi năm và tiêu diệt hoặc tàn phá tất cả mọi thứ trên đường đi. Samuel không thể đối đầu với quân Đông La Mã trong chiến trường mở hoặc tham gia vào một trận chiến quyết định, bởi Bulgaria phải chịu quá nhiều thất bại và bắt đầu mất đi sức mạnh của mình ". Đỉnh điểm của cuộc chiến là vào năm 1014, khi Samuel hiệu triệu quân đồng minh và các chư hầu, nhằm quyết tâm ngăn chặn bước tiến của quân đội Đông La Mã trước khi họ tiến vào miền trung Bungaria.

## Sự chuẩn bị của hai đế quốc
Samuel biết rằng quân đội Đông La Mã sẽ phải tiến vào đất nước của ông bằng cách vượt qua một loạt các con đèo hiểm trở và như vậy đây là cách để ngăn bước tiến của kẻ thù. Người Bulgaria đã xây dựng những con hào và mương dọc theo biên giới và tăng cường phòng thủ ở nhiều thung lũng bằng các bức tường và tháp canh, đặc biệt là ở Kleidion trên bờ sông Struma, nơi mà Basil sẽ cần phải vượt qua để đến được miền trung của Bulgaria. Samuel tăng cường củng cố phòng bị bên sườn phía bắc của núi Belasitsa, và các tiền đồn ở phía nam và phía đông của lâu đài Strumitsa. Ioannes Scylitzes, một thung lũng lớn dọc sông Strumitsa là một nơi thuận lợi cho việc tấn công và được quân Đông La Mã chọn làm nơi quyết đấu nhiều năm trước đây, nay được một đội quân Bulgaria tinh nhuệ đóng giữ. Ngoài ra, Samuel chọn Strumitsa làm nơi đặt phòng tuyến của mình bởi nó nằm trên con đường từ Thessaloniki dẫn đến Thrace ở phía đông và Ohrid ở phía tây, địa hình gồ ghề ở phía nam đã được kết hợp với các hàng rào cọc nhọn và những bức tường chắc chắn được chốt giữ bởi các đơn vị tinh nhuệ nhất của Bugaria.
Samuel quyết định đối mặt với Basileios II và quân đội của ông ta tại Kleidion không chỉ vì muốn gỡ gạc cho các thất bại liên tiếp, mà còn bởi mối lo âu về quyền lực của mình trong mắt của giới quý tộc, vốn bị lung lay bởi các chiến dịch của Basileios II. Năm 1005, ví dụ, thống đốc của cảng Dyrrhachium quan trọng ở Adriatic đã đầu hàng và dâng hai tay thành phố này cho Basileios II  Để đối mặt với mối đe dọa này, Samuel tập hợp một đội quân lớn để đối mặt với Đông La Mã, theo một số tài liệu con số này là 45.000 quân. Basileios II cũng đã chuẩn bị cẩn thận, trưng tập một đội quân lớn của riêng mình, trong đó bao hàm một số tướng lĩnh kinh nghiệm nhất của đế quốc như tổng đốc Philippopolis (hiện nay là thành phố Plovdiv), Xiphias Nikephorros, người đã chinh phục thủ đô Bulgaria cũ Pliska và Preslav từ Samuel trong năm 1001.

## Trận chiến

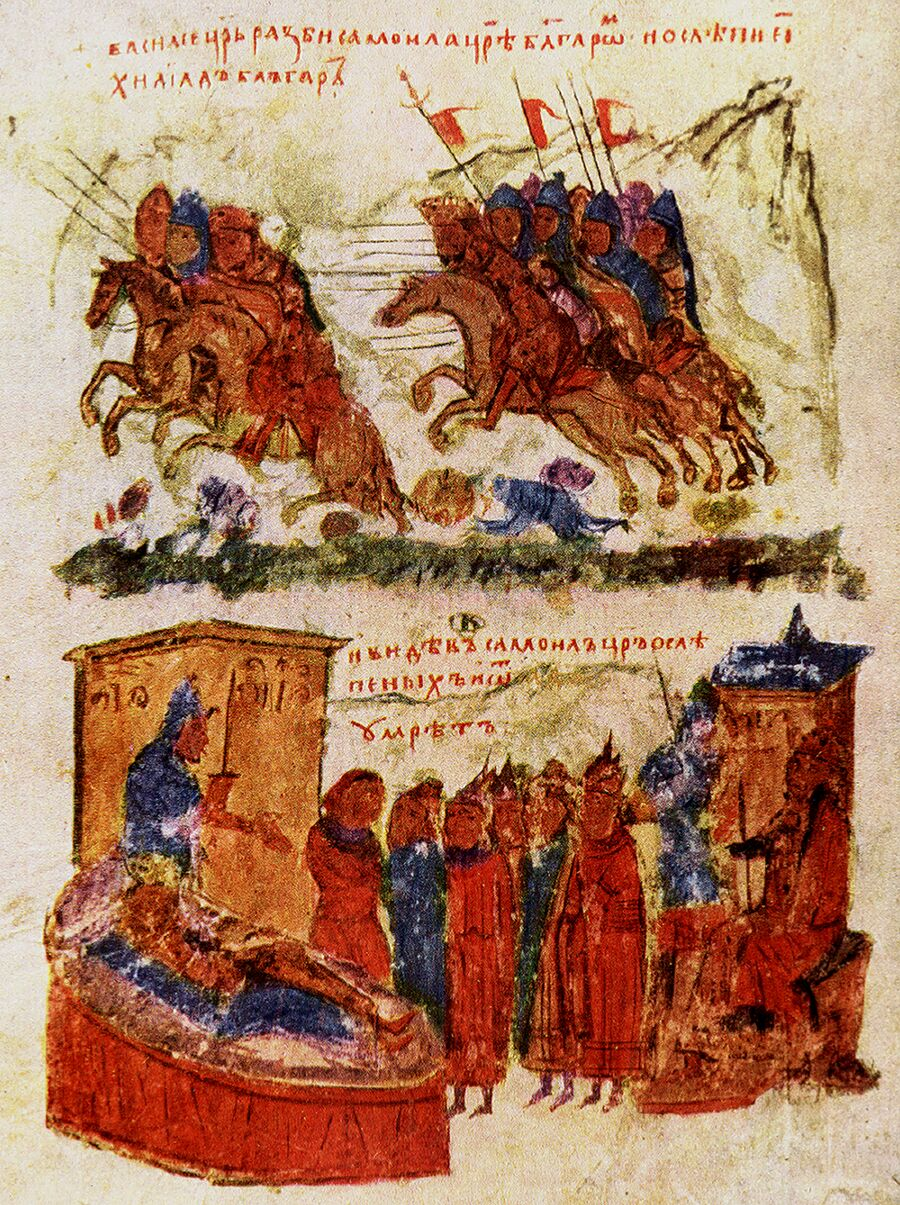
Quân Đông La Mã đánh bại người Bulgaria (trên). Sa hoàng Samuel chết vì sốc khi nhìn thấy những người lính còn lại của mình (dưới).

Quân đội Đông La Mã hành quân từ Constantinopolis đi qua Komotini, Drama tới Serres và vượt qua hẻm núi Rupel bên bờ sông Struma. Từ đây đại quân tiến vào thung lũng Strumitsa và đến được vùng lân cận của làng Klyuch, nơi dòng sông uốn cong và tiếp cận Belasitsa và Ozgrazhden. Một phòng tuyến bằng gỗ dày được các binh lính Bulgaria canh gác nghiêm ngặt đã làm ngừng lại bước tiến của họ. Cuộc tấn công của quân Đông La Mã vào phòng tuyến bị đẩy lui với tổn thất nặng nề bởi các đội gác thành Bulgaria
Đáp lại, Samuel đã gửi một đội quân lớn dưới quyền một quý tộc Bungaria có kinh nghiệm trận mạc nhất, Nestoritsa tấn công vào phía nam Macedonia nhằm hướng sự chú ý của Basileios khỏi cuộc bao vây tiền đồn Klyuch  Nestoritsa của Bulgaria đến được dưới chân thành Thessalonika, nhưng quân Đông La Mã do Theophylact Botaneiates, strategos (Tổng đốc) của thành phố và Mihail con trai của ông chỉ huy đã đánh bại họ bên ngoài bức tường thành phố trong một trận chiến đẫm máu. Theophylactus bắt sống được nhiều binh lính Bulgaria cùng một lượng lớn các thiết bị quân sự và hành quân về phía bắc để hội quân với Basileios II tại Klyuch 
Nỗ lực của Basileios II để áp đảo những người phòng thủ không thành công và quân đội của ông đã không thể đi qua thung lũng được bảo vệ bởi 15.000-20.000 quân Bulgaria. Cho dù có gặp nhiều khó khăn nhưng hoàng đế Đông La Mã đã tuyên bố sẽ không từ bỏ cuộc tấn công của mình. Ông ra lệnh cho Nicephorus Xiphias đem một đội quân cơ động đi vòng qua núi Belasitsa và bao vây quân Bulgaria từ phía sau, trong khi Basileios tiếp tục chỉ huy các cuộc công thành phía trước mặt quân Bulgaria Xiphias dẫn quân đội của ông đi dọc theo một con đường mòn dốc dẫn họ ra phía sau phòng tuyến của Bulgaria. Vào ngày 29 tháng 7. Xiphias đã tấn công vào sau lưng các đội lính gác Bulgaria và vây họ lại trong thung lũng. Những người lính Bungaria bỏ chạy khỏi vị trí của mình phải đối mặt với quân của Xiphias trong khi đó, Basileios đã dễ dàng vượt qua chiến tuyến và phá hủy các bức tường, rồi thúc quân tràn vào
Trong cuộc tháo lui đầy hỗn loạn, hàng ngàn quân Bungaria đã bị giết và phần còn lại cố gắng trong tuyệt vọng chạy tháo thân về phía tây. Samuel và con trai của ông Gabriel Radomir đã vội dẫn đầu một đội quân tiến về phía đông từ đại bản doanh của họ ở pháo đài Strumitsa để tiếp ứng cho tàn quân của họ, nhưng trong cuộc chiến đấu tuyệt vọng gần làng Mokrievo (ngày nay thuộc Cộng hòa Macedonia), họ đã bị quân Đông La Mã áp đảo một cách nhanh chóng  Hàng nghìn binh sĩ Bungaria đã bị giết tại Mokrievo và nhiều hơn thế nữa đã bị bắt sống. Sa Hoàng Samuel đã có thể tử trận hoặc bị bắt sống nếu không nhờ sự dũng cảm của con trai ông, người đã dìu cha mình trên con ngựa của mình và đưa ông đến được nơi an toàn ở Prilep  Từ Prilep, Samuel trở về Prespa trong khi Gabriel Radomir đi về phía Strumitsa để tiếp tục cuộc chiến 

### Giao tranh tiếp diễn
Sau chiến thắng của mình, Basileios II tiến quân về phía Strumitsa, cửa ngõ thung lũng Vardar. Trên đường đi đến thành phố, quân Đông La Mã đã chiếm giữ pháo đài Matsukion ở phía đông làm nơi đồn trú tạm thời. Hoàng đế Đông La Mã cũng đã gửi một đội quân dưới quyền tướng Botaneiates đi tiêu diệt tất cả các thành lũy Bulgaria ở phía nam và gửi công hàm tới Thessalonica để yêu cầu gửi thêm quân tiếp viện. Trong khi đó, Basileios chỉ huy số quân lính còn lại vây hãm thành phố. Tướng quân Botaneiates tiến xuống phía nam, đè bẹp các pháo đài Bulgaria còn ngoan cố không chịu đầu hàng một cách dễ dàng, nhưng ông và quân đội của ông đã bị phục kích bởi quân Bungari trong một thung lũng chật hẹp, ngay sau khi nhiệm vụ của họ vừa được hoàn tất. Trong trận chiến này, Botaneiates hoàn toàn bị đánh bại và chỉ huy Bungaria Gabriel Radomir đã đâm chết Botaneiates bằng mũi giáo của mình  Nghe tin quân mình đại bại, Basileios II buộc phải từ bỏ cuộc bao vây Strumitsa và rút lui. Nhờ tài hùng biện của Sergius thuyết phục được những người bảo vệ Melnik đầu hàng,, đây là một đòn nặng nề cho Bulgaria bởi đây là thành phố bảo vệ con đường chính dẫn đến Sofia từ phía nam.

### Số phận các tù binh
Các hồ sơ của Skylitzes đã ghi lại đầy đủ chiến dịch của Basileios ở Bungaria, và theo Skylitzes, quân Đông La Mã bắt được tới 15.000 tù binh Bulgaria sau trận chiến (14.000 tù binh theo Kekaumenos). Tuy nhiên, các sử gia hiện đại, chẳng hạn như Vasil Zlatarski, cho rằng những con số này được phóng đại. Vào thế kỷ 14, Biên niên sử Manasses đã ghi rằng số lượng các tù binh chỉ vào khoảng 8.000 người. Basileios chia các tù nhân vào những nhóm 100 người, 99 người trong mỗi nhóm bị chọc mù mắt và một người còn lại bị chọc mù một mắt để có thể dẫn những người còn lại về nhà. Hành động này được dùng để trả thù cho cái chết của tướng quân Botaneiates, cố vấn và sủng thần số một của Basileios, và cũng là để đè bẹp tinh thần chiến đấu của người Bungari Một lý do khác có thể là trong mắt người Đông La Mã, người Bulgaria là những kẻ nổi loạn chống lại triều đình, và chọc mù là hình phạt thông thường cho các phiến quân  Đối với hành động này, Basil đã nhận được biệt hiệu Boulgaroktonos (tiếng Hy Lạp: Βουλγαροκτόνος," Kẻ giết người Bulgaria"). Samuel đã chết vì một cơn đau tim vào ngày 06 tháng 10 năm 1014, khi nhìn thấy binh lính của ông ta mù lòa trở về nhà.

## Sau trận chiến

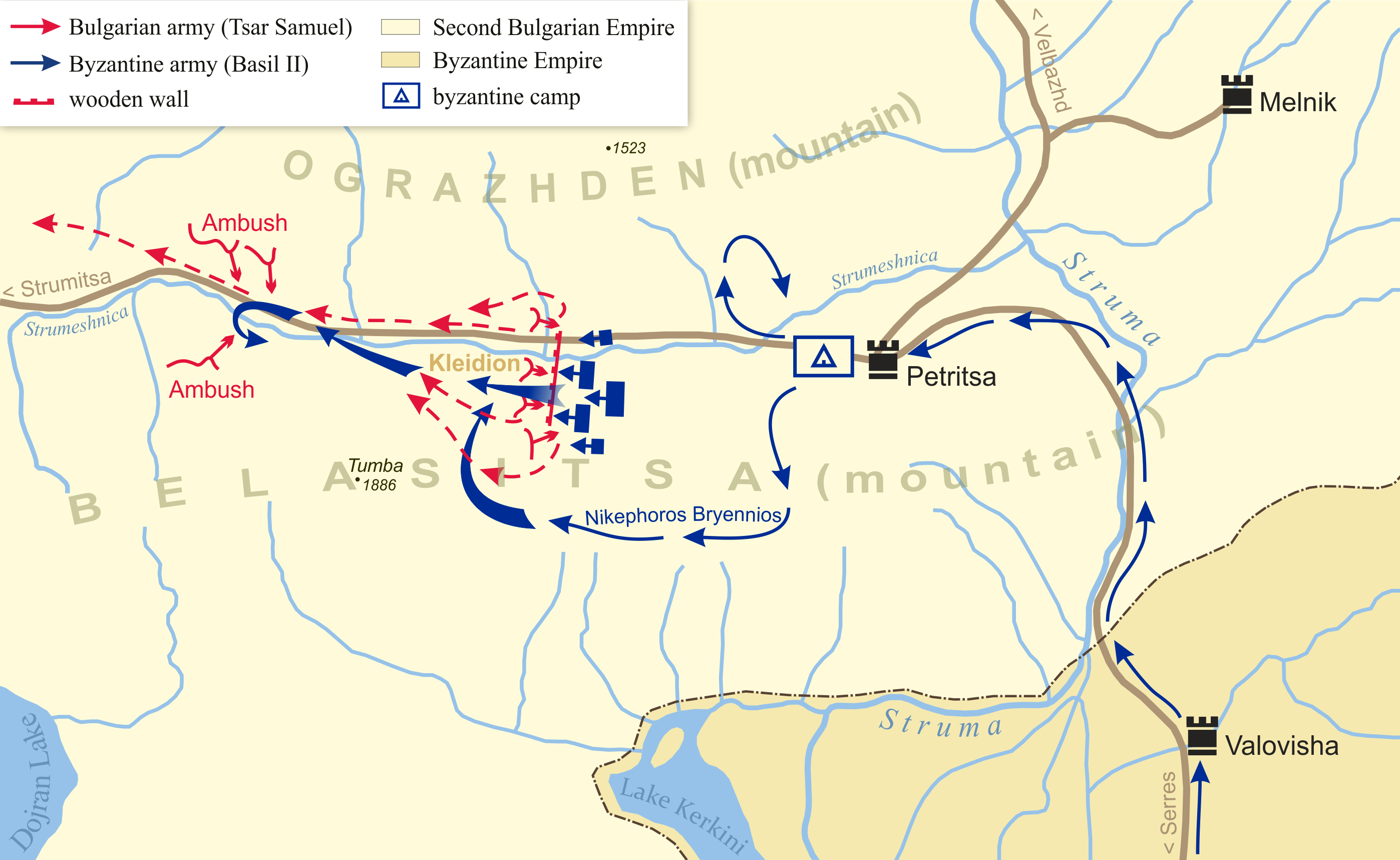
Trận chiến Kleidion

Cái chết của Botaneiates và bốn năm chiến tranh sau đó chỉ ra rằng sự thành công Byzantine là không trọn vẹn. Một số sử gia hiện đại nghi ngờ rằng sự thất bại Bulgaria không hoàn thành như những gì Skylitzes và Kekaumenos đã viết. Một sử gia khác còn nhấn mạnh rằng cái chết của Hoàng đế Samuel hai tháng sau đó mới chính là định mệnh cho Bulgaria  Người thừa kế của ông Gabriel Radomir và Ivan Vladislav đã không thể chống lại được các cuộc tấn công của Basileios II, và Bulgaria đã hoàn toàn bị đánh bại năm1018  Trong năm đó, Hoàng đế Ivan Vladislav đã bị giết chết trong một trận chiến ở Dyrrhachium, và Bulgaria đã trở thành một tỉnh của đế quốc Đông La Mã cho đến khi cuộc nổi dậy do anh em nhàAsen lãnh đạo thành côngnăm 1185.
Các tài liệu khác còn tranh cãi về tầm quan trọng của trận chiến. Như trong trận Belasitsa, quân đội Bungaria bị thương vong nặng nề đến mức không thể phục hồi. Khả năng của triều đình đối với việc kiểm soát các tỉnh bên ngoài và nội bộ của đế quốc đã suy giảm, các hành động của các thống đốc ở tỉnh và địa phương đã quyết định kết quả của cuộc chiến tranh với Đông La Mã. Nhiều người trong số họ tự nguyện đầu hàng Basileios II.
Cuộc chiến cũng đã có một tác động lớn trên Serbia và Croatia, và họ đã buộc phải thừa nhận uy quyền của Hoàng đế Đông La Mã sau năm 1018. Croatia  Các biên giới của Đế quốc Đông La Mã đã được khôi phục ở Danube lần đầu tiên kể từ thế kỷ thứ 7, cho phép Constantinopolis để kiểm soát toàn bộ bán đảo Balkan từ sông Danube, Peloponnese tới Biển Adriatic và Biển Đen .

### Trích dẫn
1. ↑  Mutafchiev, Book about the Bulgarians, tr. 59
2. ↑  Gyuzelev, Short History of Bulgaria, tr. 68
3. ↑  Bozhilov, Tsar Simeon the Great, các trang 115–116, 124–126, 137–144
4. ↑  Ioannes Scylitzes, Historia, in "Selected sources" Vol. II, tr. 64
5. ↑  Pirivatrich, The State of Samuel, các trang. 94–95
6. ↑  Angelov / Cholpanov, Bulgarian Military History in the Middle Ages (10th–15th centuries), các trang 39–41, 43–44
7. ↑  Gyuzelev, Short History of Bulgaria, tr. 71
8. ↑  Pirivatrich, The State of Samuel, các trang 135–136
9. ↑  Ioannes Scylitzes, Historia, in "Selected sources" Vol. II, các trang 65–66
10. ↑  Ioannes Scylitzes, Historia, II, tr. 45
11. ↑  Zlatarski, History of Bulgaria in the Middle Ages, Vol. I, Part 2, các trang 731–732, 736
12. ↑  Nikolov, Centralism and Regionalism in Early Medieval Bulgaria,các trang 179–180
13. ↑  "Ostrogorski", Lịch sử của Byzantium, trang 404-405.
14. ↑  "Zlatarski, Lịch sử Bulgaria trong thời Trung cổ, Chương I, Phần 2, tr. 731
15. ↑  "Nikolov, khu vực miền trung Bulgaria
16. ↑  "Ioannes Scylitzes, Historia, II, tr. 457
17. ↑  "Zonaras, ibid, IV, tr. 121 trang
18. ↑  . Nikolov, khu vực miền trung Bulgaria, p. 146
19. 1 2  "Ioannes Scylitzes, Historia", nguồn được chọn ", Chương II, tr. 66
20. ↑  "Zlatarski, Lịch sử Bulgaria trong thời Trung cổ, Chương I, Phần 2, trang 732-734
21. ↑   Ioannes Scylitzes, Historia, p. 457
22. ↑  "Cedrin, ibid., Trang 457-458
23. ↑  "Cedrin, ibid, trang. 458
24. ↑  "Zlatarski, Lịch sử Bulgaria trong thời Trung cổ, Vol. I, Phần 2, trang 734-736
25. ↑  . Angelov / Cholpanov, Bun-ga-ri Lịch sử quân sự trong thời Trung cổ (10-15 thế kỷ), p. 55
26. ↑  Hy Lạp nguồn trên lịch sử của Bulgaria (Bun-ga-ri), Vol. VI, с. 284 (lấy ngày 2008/01/29)
27. ↑  "Ioannes Scylitzes", Historia, p. 458
28. ↑  "Zonaras, ibid, trang. 121 trang
29. ↑  "Ioannes Scylitzes, Historia, p. 459
30. ↑  "Zlatarski, Lịch sử Bulgaria trong thời Trung cổ, Vol. I, Phần 2, p. 738
31. ↑  "Angelov / Cholpanov, Bun-ga-ri Lịch sử quân sự trong thời Trung cổ (10-15 thế kỷ), trang 55-56
32. ↑  " Ioannes Scylitzes, Historia, р. 460
33. ↑  "Ioannes Scylitzes, Historia, tr. 458
34. ↑  . Gyuzelev, Lịch sử Bulgaria, tr. 74
35. ↑  "Pirivatrich , Nhà nước của Samuel, tr. 178. "СS. Pirivatic "cho thấy chọc mù mắt là hình phạt truyền thống mà Đông La Mã dùng cho một cuộc nổi dậy chống lại sự cai trị hợp pháp
36. ↑  "Runciman", Lịch sử của Đế Chế Bulgaria, tr. 242 (lấy ngày 2008/09/07)  Lưu trữ ngày 4 tháng 3 năm 2016 tại Wayback Machine
37. ↑  "Holmes", Catherine, Basil II (AD 976-1025)
38. ↑  "Stephenson, P., The Legend of Basil-Bulgar Slayer, Cambridge University Press, 2003, ISBN 0-521-81530-4, p. 4
39. ↑  . Zlatarski, Lịch sử Bulgaria trong thời Trung cổ, Vol. I, Phần 2, trang 740-741
40. ↑  "Whittow", Đông La Mã Chính thống, trang 387-388
41. ↑  "Runciman, Một lịch sử của đế chế Bulgary đầu tiên, p. 248 (lấy ngày 2008/09/07)  Lưu trữ ngày 4 tháng 3 năm 2016 tại Wayback Machine
42. ↑  "Nikolov, khu vực miền Trung Bulgaria, trang 130-131, 143
43. ↑  "Stephenson, P., The Frontier Balkan trong năm 1000, trang 123-124 (в: "Magdalino", P., Byzantium trong năm 1000, Brill 2003, ISBN 90-04-12097-1); "Ostrogorsky, Lịch sử của Byzantium, p. 408; "Mutafchiev, bài giảng về lịch sử Byzantine, Vol. ІІ, p. 280; "Ćirković", Sima, "Doseljavanje slovena i dukljanska država]
44. ↑  đã không bị chinh phục bởi Đông La Mã nhưng đã trở thành chư hầu của nó - xem" Matanov ", Hristo, Balkans thời Trung Cổ. Tiểu luận lịch sử (Средновековните Балкани Исторически очерци), Bun-ga-ri, Paradigma Nhà xuất bản, Sofia 2002, ISBN 954-9536-61-0, p. 150
45. ↑  . Vasiliev, A., Lịch sử của đế chế Byzantine, 6. Kỷ nguyên Macedonia (867-1081), Quan hệ của Đế quốc Byzantine với Bulgaria và Magyars, lấy ngày 20 Tháng Mười Một 2007. (Bằng tiếng Nga: "Васильев, А А" История Византийской империи ", том 1, net/VAA/vaa161.htm # vaa161para03 Взаимоотношения Византийской империи с болгарами năm Đai chung tôi мадьярами Lưu trữ ngày 20 tháng 2 năm 2017 tại Wayback Machine)